# Districtul Newry and Mourne
Newry and Mourne este un district al Irlandei de Nord. Principalul oraș este Newry cu o populație de 27.433 locuitori, alte localități importante fiind Crossmaglen, Bessbrook, Warrenpoint, Rostrevor, Hilltown, Annalong și Kilkeel.